# Епархия Бьюмбы
Епархия Бьюмбы (лат. Dioecesis Byumbana) — епархия Римско-Католической церкви с центром в городе Бьюмба, Руанда. Епархия Бьюмбы входит в митрополию Кигали.

## История
5 ноября 1981 года Римский папа Иоанн Павел II издал буллу «Quandoquidem experientia», которой учредил епархию Бьюмбы, выделив её из епархий Кабгайи, Кибунго и Рухенгери.
Во время гражданской войны был убит первый епископ Бьюмбы Иосиф Рузиндана.

## Ординарии епархии
- епископ Жозе Рузиндана (5.11.1981 — 7.06.1994);
- епископ Servilien Nzakamwita (13.03.1996 — по настоящее время).

## Источник
- Annuario Pontificio, Libreria Editrice Vaticana, Città del Vaticano, 2003, ISBN 88-209-7422-3
- Булла Quandoquidem experientia (лат.)